# Siles (Jaén)
Siles ist ein südspanischer Ort und eine Gemeinde (municipio) mit insgesamt 2.109 Einwohnern (Stand: 2024) im Süden der Provinz Jaén in der autonomen Region Andalusien. Neben dem Hauptort Siles besteht die Gemeinde aus Cañada del Señor, Don Marcos und Vega de Castrobayona.

## Lage
Siles liegt in der Sierra de Segura gut 150 km (Fahrtstrecke) nordöstlich der Provinzhauptstadt Jaén in einer Höhe von ca. 825 m.
Das Klima im Winter ist gemäßigt, im Sommer dagegen warm bis heiß; die relativ geringen Niederschlagsmengen (ca. 493 mm/Jahr) fallen – mit Ausnahme der nahezu regenlosen Sommermonate – verteilt übers ganze Jahr.

## Bevölkerungsentwicklung
| Jahr      | 1970  | 1980  | 1990  | 2000  | 2010  | 2020  |
| --------- | ----- | ----- | ----- | ----- | ----- | ----- |
| Einwohner | 3.635 | 2.992 | 2.944 | 2.471 | 2.418 | 2.209 |

Der deutliche Bevölkerungsrückgang in der zweiten Hälfte des 20. Jahrhunderts ist im Wesentlichen auf die Mechanisierung der Landwirtschaft und den damit einhergehenden Verlust an Arbeitsplätzen zurückzuführen.

## Sehenswürdigkeiten
- Kirche Mariä Himmelfahrt (Iglesia de Nuestra Señora de la Asunción)
- Rochuskapelle
- Turm (Torre del Cubo) und Reste der Ortsbefestigung

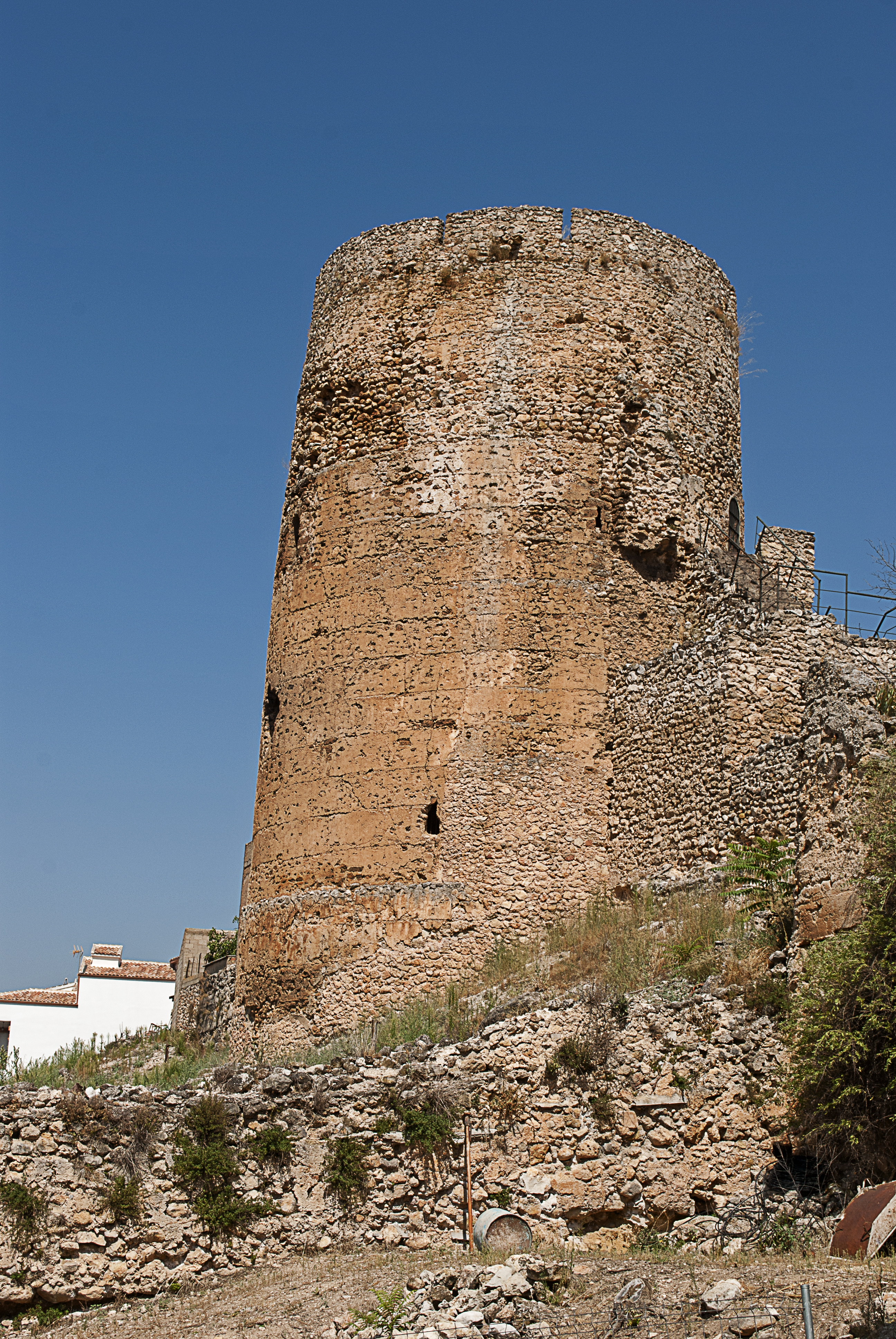
Turm

## Persönlichkeiten
- Pilar Aguilar Carrasco (* 1946), Schriftstellerin
- Ignacio Gallego (eigtl.: Teodoro Ignacio Gallego Bezares, 1914–1990), Generalsekretär der spanischen Kommunistischen Partei